# Araneus rotundicornis
Araneus rotundicornis este o specie de păianjeni din genul Araneus, familia Araneidae, descrisă de Takeo Yaginuma în anul 1972. Conform Catalogue of Life specia Araneus rotundicornis nu are subspecii cunoscute.